# There Will Never Be Another Tonight
«There Will Never Be Another Tonight» es una canción de rock de Bryan Adams, Robert Lange y Jim Vallance para el sexto álbum de Adams Waking Up the Neighbours de 1991. Este fue el tercer sencillo publicado para el disco Waking Up the Neighbours. La canción alcanzó la sexta posición en la lista de Billboard Mainstream Rock Tracks y tuvo la posición 31 en el Billboard Hot 100. La canción solo aparece una solamente como recopilatorio en el Anthology. 

## Escrito y grabación
Producido por Mutt Lange y Bryan Adams la canción fue grabada por Nigel Green en los Battery Studios, Londres, y por Ken Lomas en los Warehouse Studios, en Vancouver. Mezclado por Bob Clearmountain en Mayfair Studios, Londres.
La implicación de Vallance fue mínima al escribir y grabar. "There Will Never Be Another Tonight" fue originalmente escrito entre 1988 y 1989 por Adams y Vallance. El Demo tuvo como nombre "Buddy Holly idea" ya que recuerda vagamente la canción de Buddy Holly "Peggy Sue". Lange y Adams convirtieron el demo en canción.

## Comportamiento en listas
Aunque "There Will Never Be Another Tonight" fue oficialmente publicado en la radio de Estados Unidos el 10 de noviembre de 1991. La canción alcanzó el Top 40 del Hot 100, a la siguiente semana debutó en el sexto lugar en el mainstream rock tracks. En Canadá entró en la lista de RPM como número dos y se convirtió en el primer sencillo del álbum en no ser número uno.
La canción fue publicada en Australia, Europa y Nueva Zelanda en 1991. "(Everything I Do) I Do It for You" (primer sencillo de Waking Up the Neighbours') y "Can't Stop This Thing We Started" alcanzaron el Top 5 en Reino Unido. "There Will Never Be Another Tonight" continuó su tendencia a las posiciones bajas de las listas cuando este debutó y alcanzó la posición 31 en el Reino Unido. Aunque "There Will Never Be Another Tonight" alcanzó el Top 20 en Irlanda, este fue éxito muy moderado en Holanda y el Top 30 en Australia y Suecia.

## Video musical
El vídeo para esta canción fue grabado en el Sheffield Arena.

## Personal
- Bryan Adams - Guitarra rítmica, voz y coros
- Keith Scott - Guitarra
- Robbie King - Órgano
- Phil Nichols - Teclados y programación
- Dave Taylor - Bajo
- Mickey Curry - Batería
- Robert Lange - Coros